# Anne de Vries
Anne de Vries, född 22 maj 1904, död 29 november 1964, var en nederländsk manlig författare som skrev mer än 300 böcker, främst barnböcker. Mest känd är han för att ha skrivit Barnens Bibel 1948.